# Frecce Tricolori
Frecce Tricolori (italienisch für Dreifarbige Pfeile) sind eine Kunstflugstaffel der italienischen Luftwaffe, die 1961 als 313º Gruppo Addestramento Acrobatico aufgestellt wurde. Die Staffel ist auf dem Militärflugplatz Rivolto bei Udine stationiert und erhielt am 1. Juli 1961 den heutigen Namen: 313º Gruppo Addestramento Acrobatico - Pattuglia Acrobatica Nazionale (PAN) “Frecce Tricolori”. Seit 1982 wurde auf MB-339 geflogen. Das Flugzeug wird in Zukunft abgelöst von der M-346.

## Geschichte

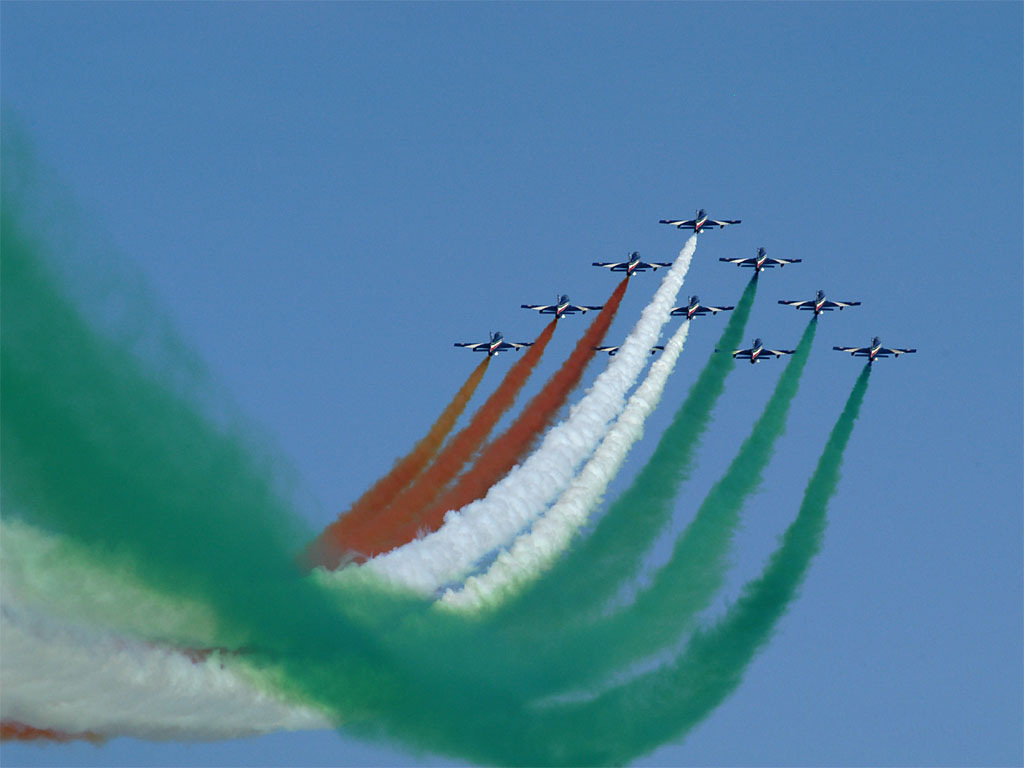
Die zehn Maschinen der Frecce Tricolori mit Nationalfarben im Showrauch (2011)

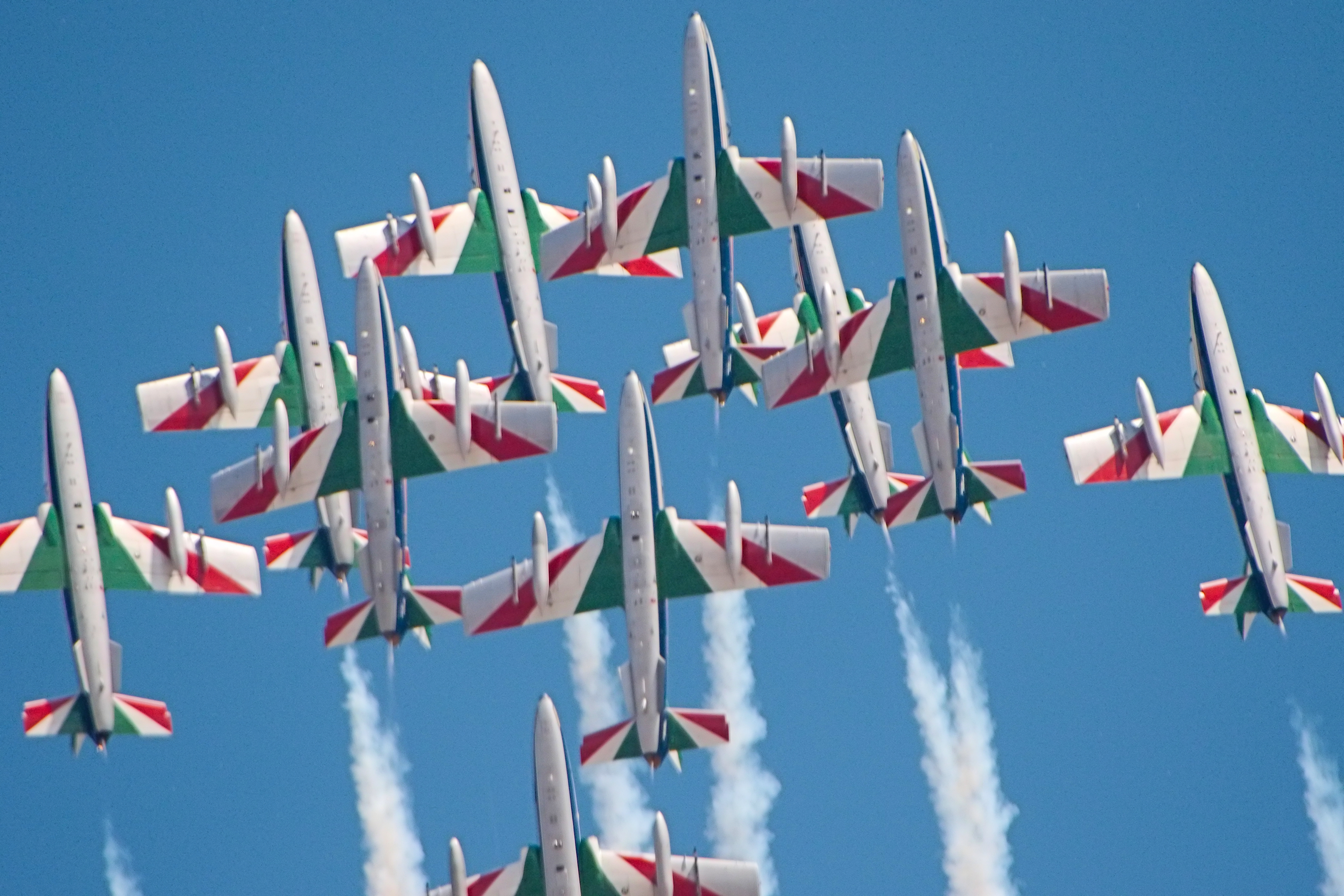
Die zehn Maschinen der Frecce Tricolori 2018 bei der Royal International Air Tattoo (2018)

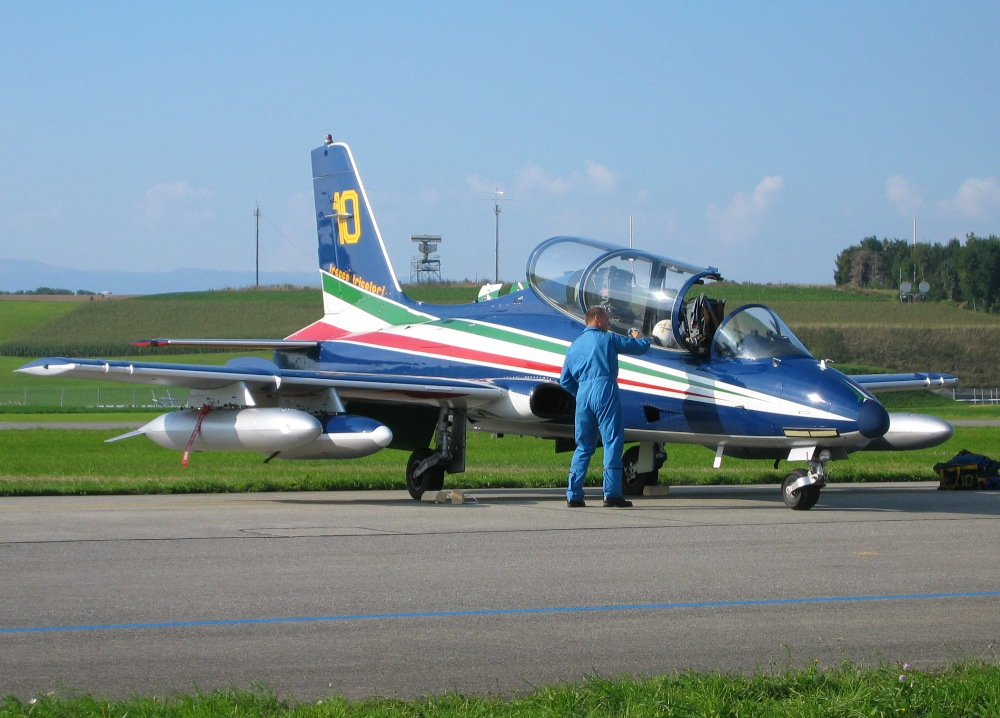
Aermacchi Nummer 10 des Solisten (2004)

Der Ursprung des Kunstflugteams reicht bis in die 1920er Jahre zurück. Bei einem Besuch in Großbritannien hatten einige hohe Fliegeroffiziere die Anfänge des Formationskunstflugs kennengelernt. Der Befehl zur Gründung einer Kunstflugstaffel ging an Oberst Rino Corso Fougier in Udine. Er gilt als Vater des italienischen Formationskunstflugs und prägte maßgeblich den Ausbildungsstandard der Militärpiloten.
Die erste Fünfer-Kunstflugstaffel seines 1. Geschwaders (1º Stormo) war in Campoformido stationiert.
Die erste Staffel erschien am 8. Juni 1930 bei der 1ª Giornata Aerea dell’Ala in Rom als offizieller Repräsentant der italienischen Luftwaffe. In dieser Geburtsstunde zeigten sie mit sieben Jagddoppeldeckern vom Typ Fiat CR.20 ihr erstes Programm.
Die 2ª Giornata Aerea dell’Ala 1932 zeigte mit Doppeldeckern vom Typ Breda Ba.19 ihr Programm. 1936 erhielten die Frecce die Fiat CR.32.
Nach der Unterbrechung durch den Zweiten Weltkrieg begannen sie erneut mit Düsenflugzeugen das Formationskunstflugtraining. Die Teams Cavallino Rampante („Aufbäumendes Pferdchen“), Getti Tonanti („Donnernde Jets“), Tigri Bianche („Weiße Tiger“), Lancieri Neri („Schwarze Lanzenreiter“) und die Diavoli Rossi („Rote Teufel“) wurden bekannt.
Die erste wirkliche italienische Kunstflugstaffel wurde vom 4º Stormo aufgestellt. Als erste Einheit mit den Doppelrumpfjägern de Havilland D.H.100F.B.52 bildeten die Piloten des Geschwaders 1954 das erste italienische Kunstflug-Jet-Team mit dem Namen „Cavallino Rampante“. Mit der Republic F-84G starteten die „Getti Tonanti“ als Nachfolger der Staffel „Cavallino Rampante“. Der Fliegerfilm I quattro del getto tonante („Die vier donnernden Jets“) wurde mit dem Team gedreht.
Die 51ª Aerobrigata übernahm 1955 mit dem Team „Tigri Bianche“ die Funktion der offiziellen Kunstflugstaffel der italienischen Luftwaffe, geflogen mit F84G Thunderjets. 1956 flog wieder das 4° Stormo mit neuen Canadair F-86 Sabre Mk4. Das 6° Stormo flog als „rote Teufel“ („Diavoli Rossi“) die Republic F84F Thunderstreaks erstmals am 19. Mai 1957 auf dem Flughafen Turin-Caselle. 1958 wurde die 2ª Aerobrigata mit dem Namen „Lancieri Neri“ aufgestellt. Die sechs Piloten flogen eine F-86 Sabre.
Das Generalstab der italienischen Luftwaffe entschloss sich Ende 1960, ein eigenes Kunstflugteam aufzubauen, das nur noch in der Nebenrolle als leichte Jagdbomberstaffel zur Verfügung stehen sollte. Mit dieser Aufgabe wurde die 313º Gruppo betraut.

## Die Staffel
Am 1. Juli 1961 wurde die Staffel auf den Namen „Frecce Tricolori“ getauft.
Zunächst flog die Staffel mit F-86-Flugzeugen; 1963 wurde sie auf die Fiat G.91 umgerüstet. Die Staffel fliegt seit 1982 mit MB-339-PAN-Flugzeugen, die normalerweise als Fortgeschrittenentrainer bzw. leichtes Erdkampfflugzeug eingesetzt werden. Heute besteht die Staffel aus zehn Flugzeugen und ist damit die größte Kunstflugstaffel der Welt. Die Zehnerformation teilt sich während des Flugprogramms mehrmals in eine Fünfer- und eine Viererformation sowie den Solisten, der eine Art eigene Show absolviert und zwischen den Programmteilen der Formation alle Charaktereigenschaften und die Wendigkeit der Maschine demonstriert. Pro Jahr fliegt die Staffel auf rund 40 Airshows, jeweils beginnend am 1. Mai mit dem Startdisplay auf dem Heimatflughafen in Rivolto bei Udine.
Während der Saison 1986 traten die Frecce Tricolori von Juli bis September bei ihrer Nordamerikatour in Kanada sowie den USA auf 11 Shows 22-mal auf. Insgesamt flogen die Frecce Tricolori bis 2009 mehr als 2000 Vorführungen.
Das Flugprogramm ist seit Jahrzehnten nahezu standardisiert und erfuhr – bis auf die Einschnitte nach dem Flugtagunglück von Ramstein – nur minimale Änderungen. Eine der wirklich neu eintrainierten Figuren der letzten Jahre bildet beispielsweise die nach dem Sieg der italienischen Fußballmannschaft bei der FIFA-Fußball-WM 2006 geflogene Figur Berlino 2006. Sie zeigt ein von unten nach oben geflogenes Herz der beiden Teilformationen mit den Nationalfarben im Rauch.
Ein so genanntes Fulldisplay, auch Complete Aerobatic Sequence genannt, dauert inklusive Start und Landung der beiden Fünferformationen etwa 30 Minuten. Es gibt, je nach Wetterlage und Wolkenuntergrenze am Vorführtag, drei verschiedene Programme. Das Fulldisplay als Schönwetter-Programm, bei dem alle Programmteile ohne Einschränkungen geflogen werden können, das Rollingdisplay bei Bewölkung, bei dem keine Loopings geflogen werden, und das Flatdisplay als Schlechtwetter-Programm, bei dem es nur Vorbeiflüge am Publikum gibt.
Im September 2024 wurde bekanntgegeben, dass die Staffel ab der Saison 2028 mit Flugzeugen des Typs Alenia Aermacchi M-346 ausgestattet wird.

## Kritiken
Bereits vor dem Flugtagunglück von Ramstein stieß die Staffel speziell in Großbritannien bei manchen Flugshowveranstaltern mit der Figur Durchstoßenes Herz auf Ablehnung, da viele in diesem Programmteil ein großes Risikopotenzial sahen. Auf der anderen Seite galten die Frecce Tricolori weltweit als das spektakulärste Showteam und waren ein Publikumsmagnet auf Flugtagen in ganz Europa.
Auf Unverständnis stieß laut einem Zeitungsbericht von 1988 die angebliche Zusage der Staffel, nur eine Woche nach Ramstein auf einem Flugtag in der Schweiz auftreten zu wollen. Das Kommen wurde, so war zu lesen, dankend abgelehnt.
In Deutschland wird die Staffel bis heute nicht zur Internationalen Luft- und Raumfahrtausstellung Berlin eingeladen.

## Flugtag Ramstein 1988

### Die Katastrophe
Am 28. August 1988 stießen beim Flugtagunglück von Ramstein, das bis heute von den Ausmaßen, Opferzahlen und Folgen schlimmste Vorkommnis für eine Kunstflugstaffel, in Deutschland drei Maschinen der Frecce Tricolori zusammen. Alle drei Piloten starben und eines der Flugzeuge stürzte in die Zuschauermenge. Die Trümmer und vor allem der aus sich entzündendem Kerosin entstehende Feuerball (Tankkapazität der Maschine ca. 1,4 Tonnen) töteten sofort 31 Besucher. In den folgenden Wochen und Monaten starben weitere 36 der Verletzten, so dass insgesamt 67 Zuschauer und die drei Frecce-Tricolori-Piloten ums Leben kamen. Mehr als 1000 Personen wurden verletzt, die meisten erlitten Brandwunden durch das Kerosinfeuer.

### Folgen für die Staffel
Trotz heftigster Diskussionen – selbst in Italien – nach der Katastrophe blieb die Staffel der italienischen Luftwaffe bestehen und demonstriert bis heute das Können der italienischen Militärpiloten im größten derzeit bestehenden Kunstflugverband der Welt. Das Vertrauen des flugbegeisterten Publikums musste in den Jahren nach dem Unglück erst wieder gewonnen werden. Einige Passagen des Flugprogramms, das bis zum 28. August 1988 geflogen worden war, wurden entschärft oder gestrichen. Nahezu ein Jahr brauchten die Frecce Tricolori, um sich von dem Schock der Tragödie zu erholen und die Staffel wieder aufzubauen. Im darauf folgenden Jahr 1989 wurde ein Flugprogramm ohne Solisten absolviert. Erst 1990 trat die Staffel wieder in alter Formation die Saison an.

## Sonstiges
Seit dem Jahr 1987 sind die Italiener im Turnus von zwei Jahren beim RIAT Royal International Air Tattoo, der weltgrößten militärischen Flugschau in RAF Fairford, Großbritannien zu sehen. Lediglich 1989 setzten sie nach dem Ramstein-Unglück aus.
Während der International Bodensee Airshow (IBAS) im August 1998 waren die Frecce Tricolori gemeinsam mit den Red Arrows auf dem Flughafen Friedrichshafen am Bodensee in Deutschland stationiert und flogen lediglich zu den Vorführungen über den Bodensee auf die Schweizer Seite. Ein Training des damaligen Solisten über dem Flugplatz wurde laut Augenzeugen unter dem Argument des Kunstflugverbots im militärischen Rahmen in Deutschland sofort wieder abgebrochen.
Am 24. Juni 2007 flog das Team mit rotem Rauch zum 60. Geburtstag von Ferrari über Fiorano Modenese.

## Tribut an Pavarotti
Am 8. September 2007 salutierten die Frecce Tricolori während der Trauerfeier um Luciano Pavarotti in Modena durch einen Überflug mit Rauchstreifen in den italienischen Nationalfarben. Auch wird die Staffel als Tribut an Luciano Pavarotti die Arie Nessun Dorma künftig zum Finale ihrer Show einspielen, wie sie es seit ihrem 40. Bestehen im Jahr 2000 tut.